# Reigate
Reigate è una cittadina di 21 820 abitanti della contea del Surrey, in Inghilterra.
Si trova circa 40 km a sud del centro di Londra ed ospita i resti di un castello medievale.